# Abell 2163
Abell 2163 — одно из самых богатых и наиболее далёких скоплений галактик в каталоге Эйбелла. Относится ко второму классу богатства, обладает красным смещением z=0,2. Данные рентгеновской обсерватории Чандра показали, что данное скопление является самым горячим из скоплений каталога Эйбелла. Скопление находится в процессе слияния.
Распределение плотности  и массы галактик в центральной области скопления было определено по слабому гравитационному линзированию. Исследования показали, что распределения массы и галактик похожи, максимумы совпадают, форма распределений вытянута в  направлении с запада на восток; при этом эффект слабого линзирования очень мал в сравнении с тем, что ожидалось по результатам анализа рентгеновского излучения скопления. Подробные исследования были ограничены областью скопления размерами 8'×8', не включающей граничные объекты типа  A2163-B. La Barbera и др. (2004) оценили фотометрические красные смещения галактик A2163-B; по оценкам данная структура расположена на том же красном смещении, что и остальная часть скопления (z = 0,215 ± 0,0125).
У скопления есть чрезвычайно яркое и обширное радиогало. 